# Rai Radio 2
Rai Radio 2  é uma emissora de rádio italiana operada pela organização estatal de radiodifusão RAI e especializado em programas de conversação e música popular.

## História
As origens do canal remontam a 21 de março de 1938, quando o EIAR - que se tornaria a Radio Audizioni Italiane (RAI) em 1944 - começou a transmitir um segundo serviço de rádio programado separadamente nas principais cidades.
Após o final da Segunda Guerra Mundial e a reconstrução e melhoria da rede de transmissores sobreviventes, a radiodifusão foi reorganizada (com efeitos a partir de 3 de novembro de 1946) para fornecer dois canais nacionais que cobriam a maior parte do país. O primeiro canal era conhecido como Rete Rossa (rede vermelha) e o segundo como Rete Azzurra (rede azul). Esses nomes "neutros" foram escolhidos para sugerir que, embora a qualquer momento cada canal visasse fornecer programação de um estilo contrastante ao disponível no outro, os dois canais eram nominalmente iguais em status e tinham uma missão igualmente ampla.
Em 1 de janeiro de 1952, como parte de um movimento destinado a dar a cada um de seus canais uma "personalidade" mais distinta - um Terzo Programma cultural (terceiro programa) já foi adicionado em 1 de outubro de 1950 - a RAI renomeou o Rete Azzurra como o Secondo Programma (segundo programa), que mais tarde se tornará a RAI Radio 2.

## Programas
A Rai Radio 2 está entre as estações de rádio italianas com a melhor classificação em termos de compartilhamento de audiência.
O Viva Radio2, um dos programas mais famosos e bem-sucedidos do canal, foi apresentado pelo popular comediante e personalidade de TV / rádio Fiorello , junto com Marco Baldini